# Gerald Berkel
Gerald Berkel (Sint Eustatius, 21 settembre 1969) è stato il tenente governatore di Sint Eustatius, un'isola caraibica facente parte della municipalità dei Paesi Bassi chiamata Paesi Bassi caraibici, dal 2010 al 2016.

## Biografia
Berkel è nato a Sint Eustatius e a completato le scuole superiori ad Aruba. Una volta conseguito il diploma è emigrato negli Stati Uniti d'America per motivi di studio e qui ha ottenuto una laurea di primo livello in ingegneria informatica presso il Florida Institute of Technology di Melbourne, in Florida, per poi tornare in patria e lavorare nella compagnia telefonica Eutel NV. Nel 2004, Berkel è quindi diventato il direttore della Eutel NV rimanendo in carica fino alla sua nomina a tenente governatore.
Gerald Berkel è stato nominato tenente governatore di Sint Eustatius il 1º aprile 2010, dopo essere stato il tenente governatore facente funzioni sin dal 2003, in previsione della dissoluzione della dipendenza del Regno dei Paesi Bassi chiamata Antille Olandesi, avvenuta appunto pochi mesi dopo, il 10 ottobre 2010. Il suo mandato ha avuto termine il 1º aprile 2016.